# Distretto di Marcará
Il distretto di Marcará è un distretto del Perù nella provincia di Carhuaz (regione di Ancash) con 8.634 abitanti al censimento 2007 dei quali 1.285 urbani e 7.349 rurali.
È stato istituito il 6 ottobre 1905. 
Dall'anno 1997 a Marcará grazie ai volontari dell'Operazione Mato Grosso, si é dato vita al progetto Guide DonBosco con la fondazione di una scuola di Guide Andine e la successiva costruzione del Centro Andinismo Renato Casarotto, dove operano attivamente una ventina di ragazzi Guide UIAGM e guide di trekking formatisi nella escuela de Guias Don Bosco en los Andes con sede nei locali parrocchiali di Marcará, sotto la direzione della coppia di Volontari OMG Sardini Giancarlo e Marina che hanno dedicato anni della loro vita a questo progetto. Il progetto vede coinvolti anche i ragazzi campesinos dell'Oratorio delle Ande, che hanno costruito e oggi gestiscono i Rifugi Andini nei campi base più importanti della Cordillera Blanca (Rifugio Pisco 4765m - Rifugio Ishinca 4390m - Rifugio Huascaran 4675m - Rifugio Contrahierba 4140m e il Bivacco Giordano Longoni 5000m). Questa avventura ha dell'incredibile ma è frutto di un cammino di carità voluto fortemente da Padre Ugo de Censi (fondatore dell'Opreazione Mato Grosso)